# Edward Weston (homme politique)
Pour les articles homonymes, voir Edward Weston et Edward Weston (chimiste).
Edward Weston (1703-1770) est un écrivain didactique et homme politique anglais.

## Jeunesse et éducation
Il est le deuxième fils de Stephen Weston, évêque d'Exeter. Il est né à Eton en 1703, et fait ses études au Collège d'Eton et au King's College de Cambridge, où il est admis en 1719, obtenant un baccalauréat en 1723 et une maîtrise en 1727.
Horace Walpole déclare qu'il est allé en 1725 à Bexley dans le Kent avec ses cousins, « les quatre plus jeunes fils de Lord Townshend, et avec un tuteur, Edward Weston ... et a continué là quelques mois. » (La première date est considérée comme une faute d'impression pour 1723, puisque Walpole était sous la responsabilité de Weston en juillet 1724.

## Carrière
Weston est secrétaire de Lord Townshend pendant la résidence du roi à Hanovre en 1729 et, à sa retraite de ses fonctions, perd « un ami et un mécène très généreux ». En mai 1730, il offre ses services à Lord Harrington, et lorsque ce pair est nommé secrétaire d'État pour le département du Nord, Weston devient sous-secrétaire, restant en poste jusqu'en 1746. Il est nommé le 8 septembre 1741 rédacteur en chef de la London Gazette, avec un salaire de 500 £ par an, et occupe ce poste jusqu'à sa mort. En novembre 1746, Harrington se rend en Irlande en tant que Lord Lieutenant, et Weston l'accompagne en tant que secrétaire en chef, où il est député de l'arrondissement de Cavan de 1747 à 1760 et est nommé conseiller privé pour l'Irlande. Il y reste jusqu'en 1751, puis, pour cause de mauvaise santé, prend sa retraite pendant dix ans.
Il achète de son parent, M. Rossiter, la paroisse de Somerby, et la plus grande partie de la paroisse proche de Searby, dans le Lincolnshire. Il vit à Somerby Hall, comme nombre de ses descendants jusque dans les années 1930. La maison est démolie en 1964.
A la demande de Lord Bute, il retourne en mars 1761 à son ancien poste dans le département du Nord. Il est clerc du sceau et est autorisé à faire exercer ses fonctions par son adjoint. En août 1762, il reçoit une allocation pour 31 ans de la charge d'alnager en Irlande, et en août suivant, il démissionne en recevant une pension de 500 £ par an pour la même période. Le 1er septembre de cette année-là, il est nommé l'un des commissaires chargés d'exercer la fonction de sceau privé. En juillet 1763, il adresse une lettre à George Grenville sur sa mauvaise santé et sa seule récompense « de £ 275 par an, avec le titre honorable de gazetier » dans le département du secrétaire.
Weston sert alors sous lord Halifax dans le département du sud et recommande l'émission d'un mandat général contre John Wilkes. En mai suivant, sa santé se détériore et il se retire de ses fonctions, une pension de 750 £ par an lui étant accordée pour ses services. Il meurt à Buxton, Derbyshire, le 15 juillet 1770, et est enterré à l'église St Margarets, Somerby, Lincolnshire, où un monument est érigé à sa mémoire.

## Famille
Weston épouse, au début de 1730, Penelope, petite-fille de l'évêque Simon Patrick (en), et fille aînée et cohéritière du révérend Symon Patrick de Dalham, Suffolk, et d'Anne, fille de Thomas Fountayne de Melton, Yorkshire. Il se remarie à Anne, fille cadette de John Fountayne de Melton. Ses deux épouses sont les nièces de l'épouse de Thomas Sherlock, évêque de Londres. Weston a plusieurs enfants. Anne, une de ses filles, épouse Sir Jacob Wolff.

## Travaux
Junius, sous l'impression que Weston était l'auteur d' A Vindication of the Duke of Grafton, l'a assailli dans sa dixième lettre, l'appelant contrôleur du bureau du sel, commis du sceau et pensionné de l'établissement irlandais ; mais Weston nie la paternité. Il rejette également en 1769 une brochure intitulée The Political Conduct of the Earl of Chatham.
- L'Anglais dirigé dans le Choix de sa religion, 1740, 4 e. 1767 (an. )
- Les conseils du gentilhomme campagnard à son fils sur la majorité, 1755 (anon. )
- Le Country Gentleman's Advice to his Neighbours, 1755 (anon.), 3e e. par Edward Weston, avec une lettre à l'évêque de Londres, 1756 ; 4e e., avec un deuxième ajout à la lettre, 1756.
- Discours de famille par un gentilhomme campagnard, 1768 (anon.), 2e e. par feu Edward Weston, 1776, édité par son fils, Charles Weston, prébendier de Durham. Weston a écrit sur le Juif Bill (1753) et a répondu à l'évêque Warburton ( Letters to Hurd, 1759, in 2e e. pp. 280 et 284).

Weston est un bon érudit classique et compose une ode latine sur le mariage de George III. Il rédige également la longue épitaphe dans le cimetière de Fulham à l'évêque Sherlock .